# Município de Porter (condado de Scioto, Ohio)
O município de Porter (em inglês: Porter Township) é um município localizado no condado de Scioto no estado estadounidense de Ohio. No ano de 2010 tinha uma população de 9.918 habitantes e uma densidade populacional de 180,36 pessoas por km².

## Geografia
O município de Porter encontra-se localizado nas coordenadas 38° 44′ 08″ N, 82° 50′ 43″ O. Segundo a Departamento do Censo dos Estados Unidos, o município tem uma superfície total de 54.99 km², da qual 53.87 km² correspondem a terra firme e (2.04%) 1.12 km² é água.

## Demografia
Segundo o censo de 2010, tinha 9.918 habitantes residindo no município de Porter. A densidade populacional era de 180,36 hab./km². Dos 9.918 habitantes, o município de Porter estava composto pelo 97.4% brancos, o 0.32% eram afroamericanos, o 0.51% eram amerindios, o 0.39% eram asiáticos, o 0.01% eram insulares do Pacífico, o 0.22% eram de outras raças e o 1.14% pertenciam a duas ou mais raças. Do total da população o 0.88% eram hispanos ou latinos de qualquer raça.